# Branta sandvicensis
L'oca delle Hawaii (Branta sandvicensis Vigors, 1834), nota anche come nene o nēnē, è una specie di oca endemica delle Hawaii. Uccello ufficiale dello stato delle Hawaii, in natura è presente esclusivamente sulle isole di Maui, Kauai e Hawaii. Il nome nēnē, di origine hawaiiana, è onomatopeico, e si riferisce al suo debole richiamo. Nel 1957 la nene è stata riconosciuta come uccello nazionale dello Stato delle Hawaii.

## Tassonomia
La nene si è evoluta a partire da alcuni esemplari di oca del Canada (Branta canadensis), che molto probabilmente migrarono verso le Hawaii 500.000 anni fa, poco dopo la formazione dell'isola di Hawaii. Questi antenati furono i progenitori della nene, così come di due forme preistoriche, l'oca delle Hawaii gigante (Branta rhuax) e la nēnē-nui (Branta hylobadistes). La nēnē-nui era più grande della nene ed era in grado di volare o no a seconda degli esemplari; viveva sull'isola di Maui. Resti fossili di oche simili ritrovati su Oahu e Kauai potrebbero appartenere a membri della stessa specie. L'oca delle Hawaii gigante era relegata all'isola di Hawaii, e con una lunghezza di 1,2 m e un peso di 8,6 kg era oltre quattro volte più grande della nene. Si ritiene che l'oca delle Hawaii gigante, erbivora, occupasse la stessa nicchia ecologica delle anatre simili a oche conosciute come moa-nalo, che non erano presenti su Hawaii. Analizzando il DNA mitocondriale prelevato dai fossili, si è scoperto che tutte le oche delle Hawaii, sia viventi che scomparse, sono strettamente imparentate con l'oca del Canada gigante (B. c. maxima) e con l'oca del Canada scura (B. c. occidentalis).

## Descrizione

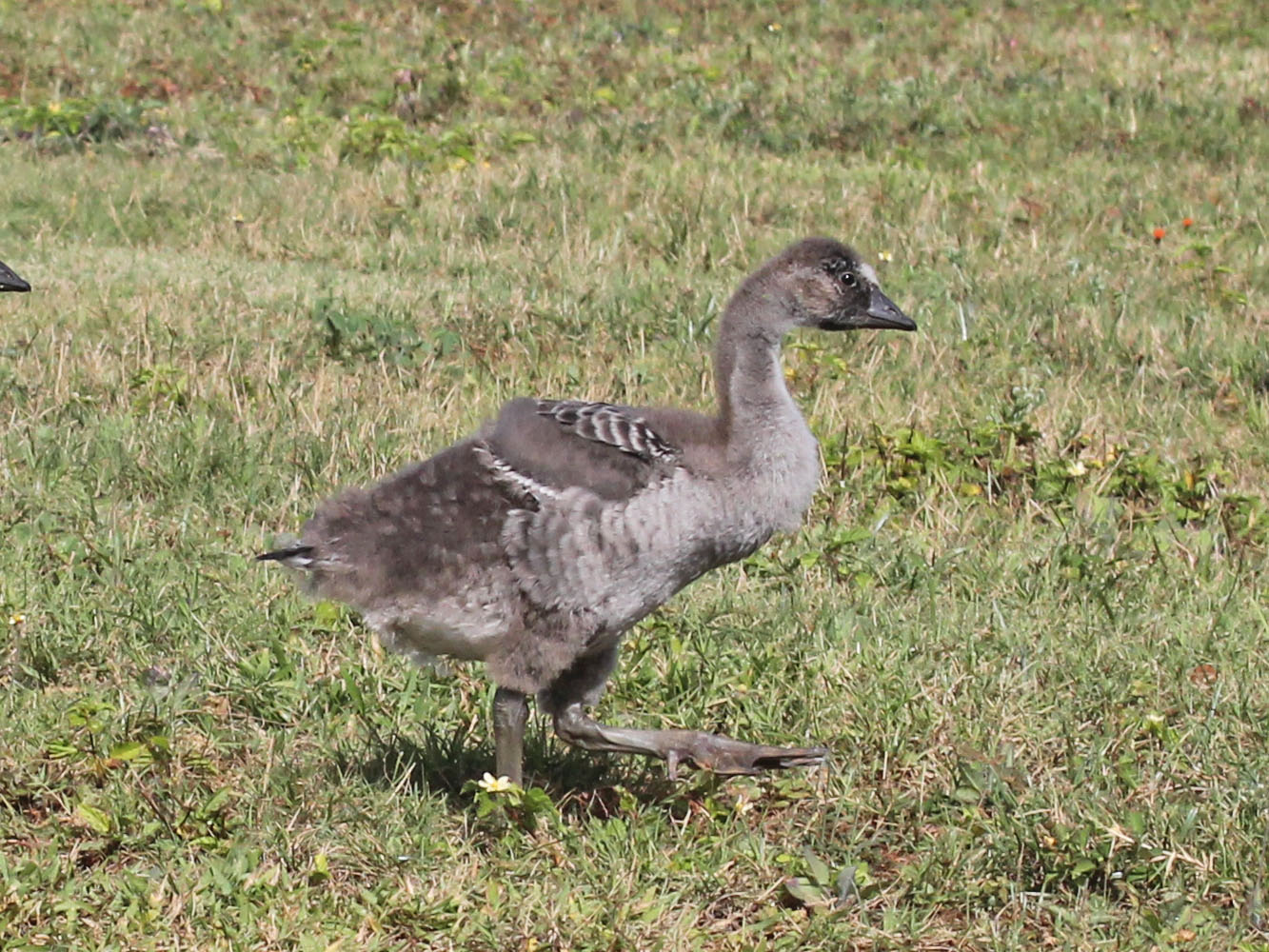
Un giovane esemplare a Kauai.

Con un'altezza di 41 cm, la nene è un'oca di medie dimensioni. Sebbene trascorra la maggior parte del tempo al suolo, è in grado di volare, e alcuni esemplari si spostano tutti i giorni in volo tra le aree di nidificazione e quelle di foraggiamento. Le femmine pesano 1,5-2,5 kg, mentre i maschi, con un peso di 1,6-3,0 kg, sono più grandi dell'11%. I maschi adulti hanno la testa e la parte posteriore del collo nere, le guance color camoscio e il collo fortemente corrugato. Sul collo sono presenti strisce diagonali bianche e nere. Tranne che per le dimensioni inferiori, le femmine di nene presentano una colorazione simile a quella dei maschi. Negli adulti becco, zampe e piedi sono neri. Sotto il mento vi è un soffice piumino. Gli anatroccoli somigliano ai maschi, ma hanno il piumaggio di un marrone più spento, con i colori di testa e collo meno marcati; inoltre, le striature e altri disegni sono meno evidenti. Becco, zampe e piedi sono identici a quelli degli adulti. Le robuste dita sono rigonfie e solo parzialmente palmate, adattamento, questo, che consente all'animale di attraversare rapidamente anche terreni accidentati, come le distese di lava.

## Distribuzione e habitat
Un tempo la nene era presente sulle isole di Hawaii, Maui, Kahoolawe, Lanai, Molokai e Kauai. Oggi, il suo areale si è ristretto ad Hawaii, Maui, Molokai e Kauai. La nene abita boscaglie, praterie, dune costiere e distese di lava, ma anche habitat antropogenici nei loro pressi, come pascoli e campi da golf, dal livello del mare a più di 2400 m di quota. Alcune popolazioni migrano tra i terreni di nidificazione, in pianura, e le aree di foraggiamento, in montagna.

## Biologia

### Alimentazione
La nene è erbivora, e si nutre sia pascolando che brucando, a seconda della vegetazione disponibile. La dieta comprende foglie, semi, frutti e fiori di piante erbacee e arbusti.

### Riproduzione

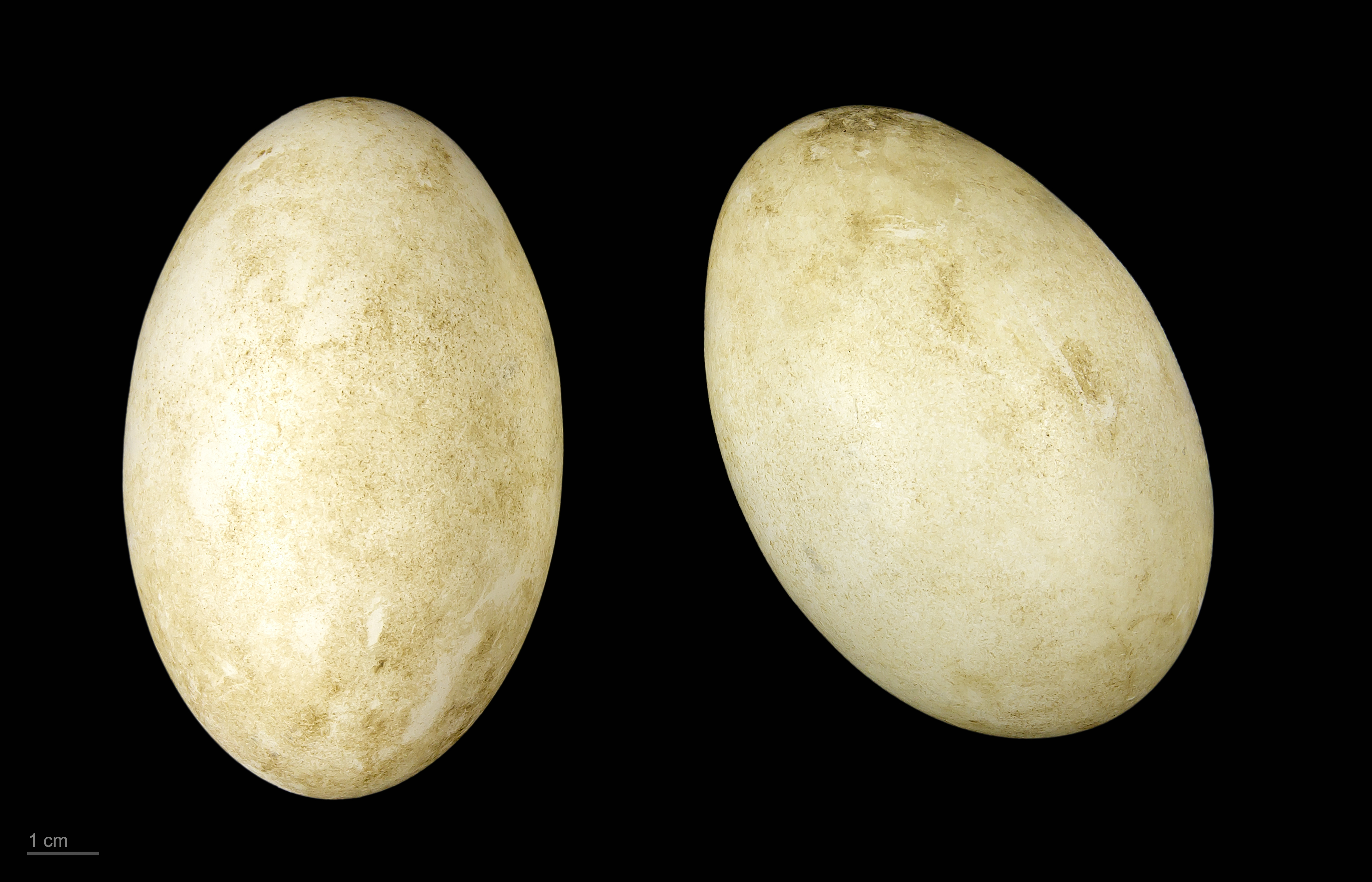
Branta sandvicensis

La stagione della nidificazione della nene, da agosto ad aprile, è la più lunga di quella di qualsiasi altra oca; la maggior parte delle uova vengono deposte tra novembre e gennaio. Diversamente dalla maggior parte degli Anseriformi, la nene si accoppia sul terreno. Nei nidi, costruiti dalle femmine in siti scelti accuratamente, vengono deposte da una a cinque uova (in media tre su Maui e Hawaii, e quattro su Kauai). Le femmine covano le uova per 29-32 giorni, mentre i maschi fanno da sentinella. Gli anatroccoli sono precoci e sono in grado di trovare il cibo da soli; rimangono con i genitori fino alla successiva stagione della nidificazione.

## Conservazione
Quando, nel 1778, arrivò nelle Hawaii il capitano Cook, c'erano probabilmente 25.000 nene, ma, come molte specie insulari, quest'oca non riuscì a resistere efficacemente agli animali introdotti dai coloni e ai mutamenti ambientali che si accompagnarono allo sviluppo dell'agricoltura. Nel 1950 la popolazione dell'oca delle Hawaii, che era stata decimata anche dalla caccia, era sospesa sull'orlo dell'estinzione, e il numero degli animali selvatici restanti era stimato da trenta a cinquanta. Nel 1957 i conservazionisti cominciarono a far riprodurre le oche in cattività, nella speranza di conservare un residuo della popolazione declinante e di poterla un giorno reintrodurre in natura. I programmi finalizzati alla liberazione in natura di oche allevate in cattività si rivelarono inizialmente difficili, ma sforzi recenti hanno avuto maggior successo. Oggi esistono popolazioni modeste ma stabili di nene nelle isole di Hawaii, Maui, Molokai e Kauai. Quelle di Hawaii ridivennero selvatiche nel 1982, dopo che l'uragano Iwa ebbe distrutto le gabbie delle oche in cattività sul versante sud-orientale dell'isola. Le nene si adattarono rapidamente al bassopiano erboso, privo di manguste. In considerazione del loro grande successo, recentemente i biologi ne hanno liberate altre sulle coste settentrionali e nord-occidentali di Kauai. Attualmente, il numero di nene presenti sulle Hawaii allo stato selvatico è di circa 3000 individui, a cui si aggiunge un altro migliaio presente in giardini zoologici e in collezioni private fuori delle Hawaii. La maggiore di queste collezioni private si trova nella riserva del Wildfowl and Wetlands Trust di Slimbridge, in Inghilterra. Nonostante la popolazione sulle isole Hawaii si sia ripresa persistono ancora vari fattori di minaccia, tra cui figurano le specie introdotte sulle isole quali manguste minori indiane, maiali, cani, gatti e ratti, che si nutrono di uova e adulti, e la degradazione degli habitat in cui la nene vive. Un ulteriore problema è rappresentato dall'inbreeding, dovuto alla drastica riduzione della popolazione nel secolo scorso.

## Galleria d'immagini

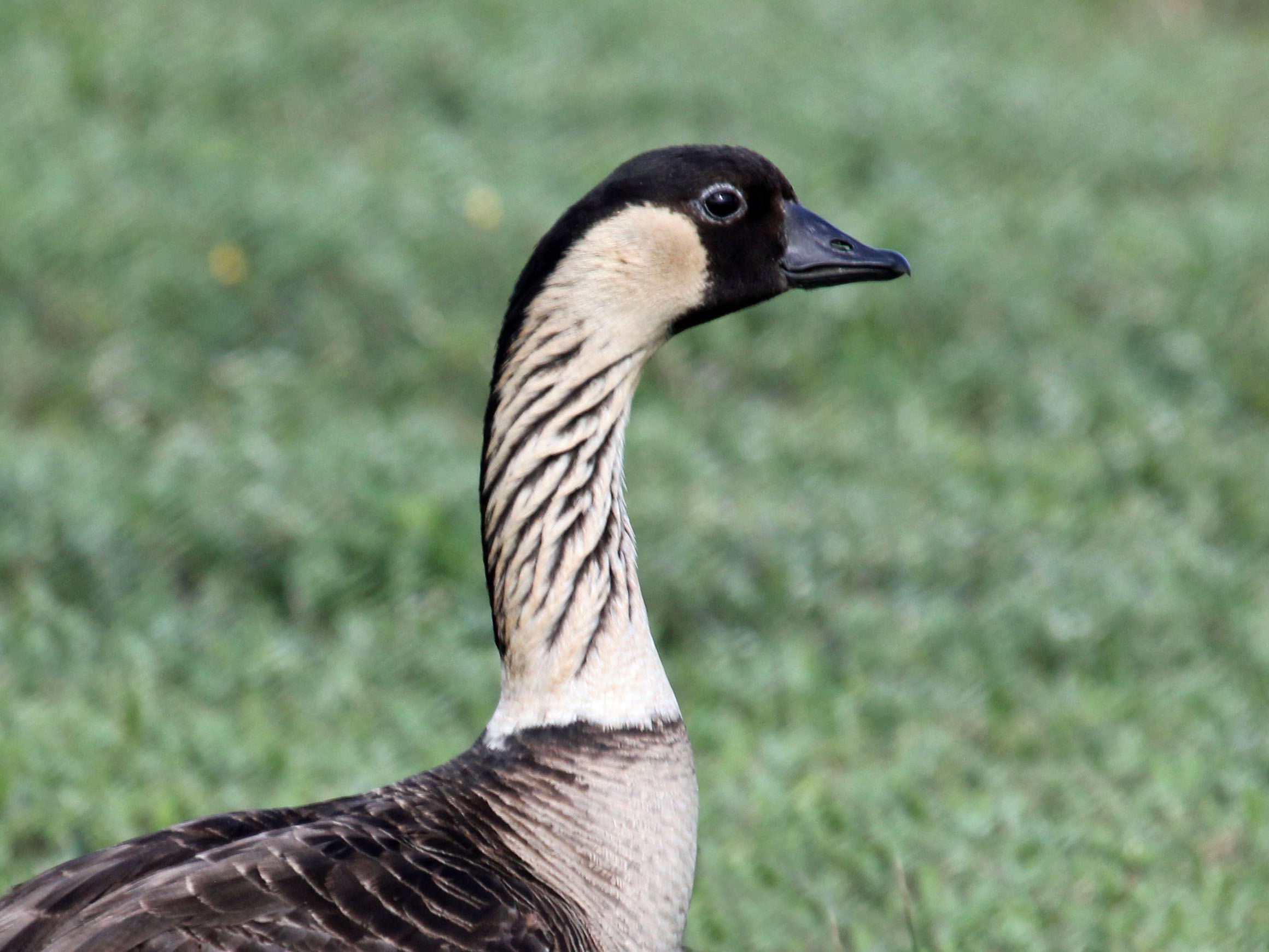
La caratteristica colorazione del collo.
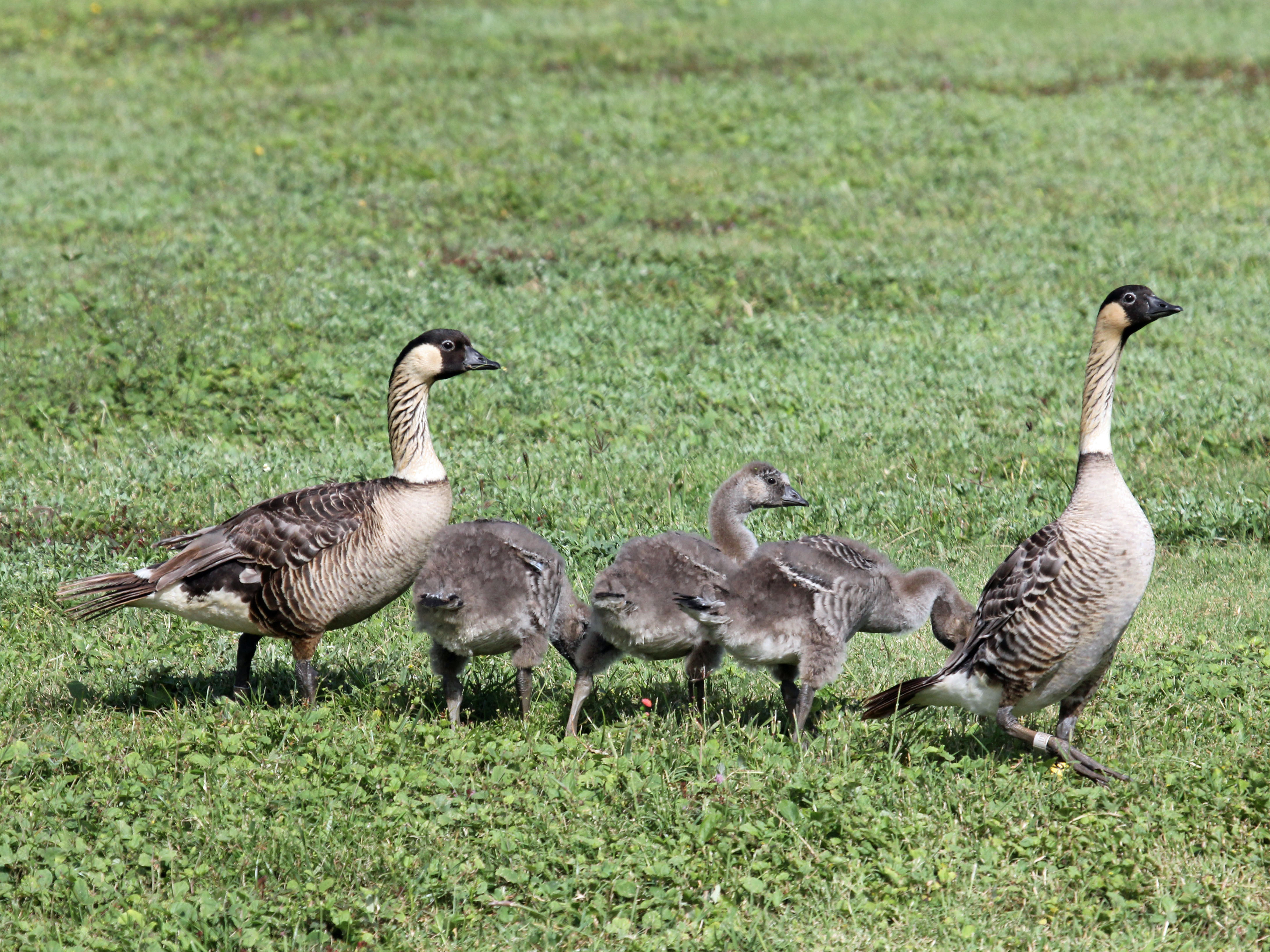
Famiglia di nene.
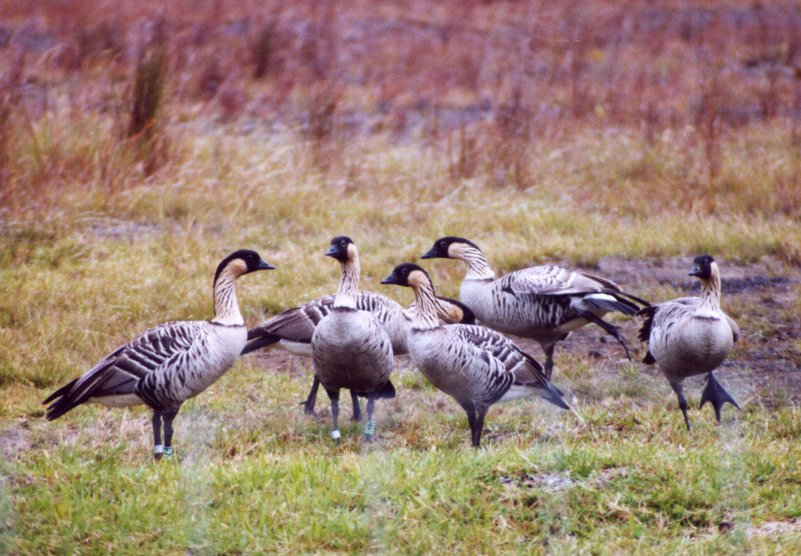
Gruppo di nene; nell'esemplare a destra è visibile la caratteristica forma del piede.
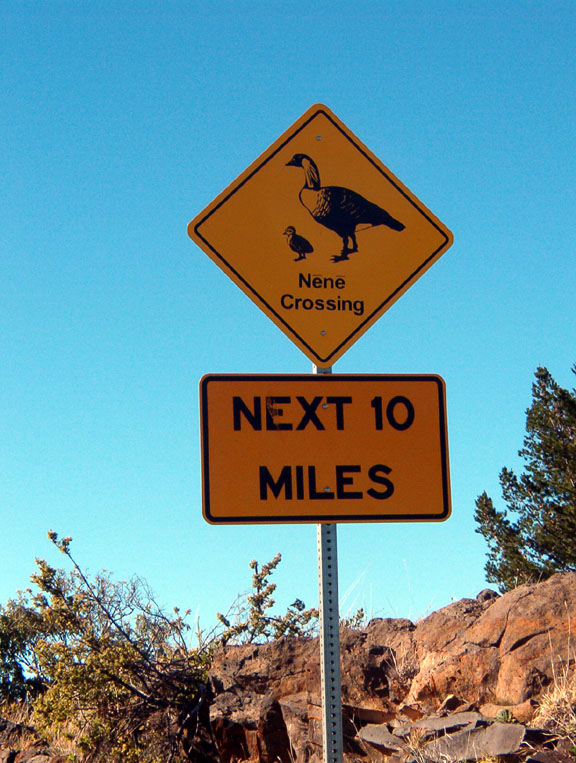
Cartello ad Hawaii che indica l'attraversamento di nene.
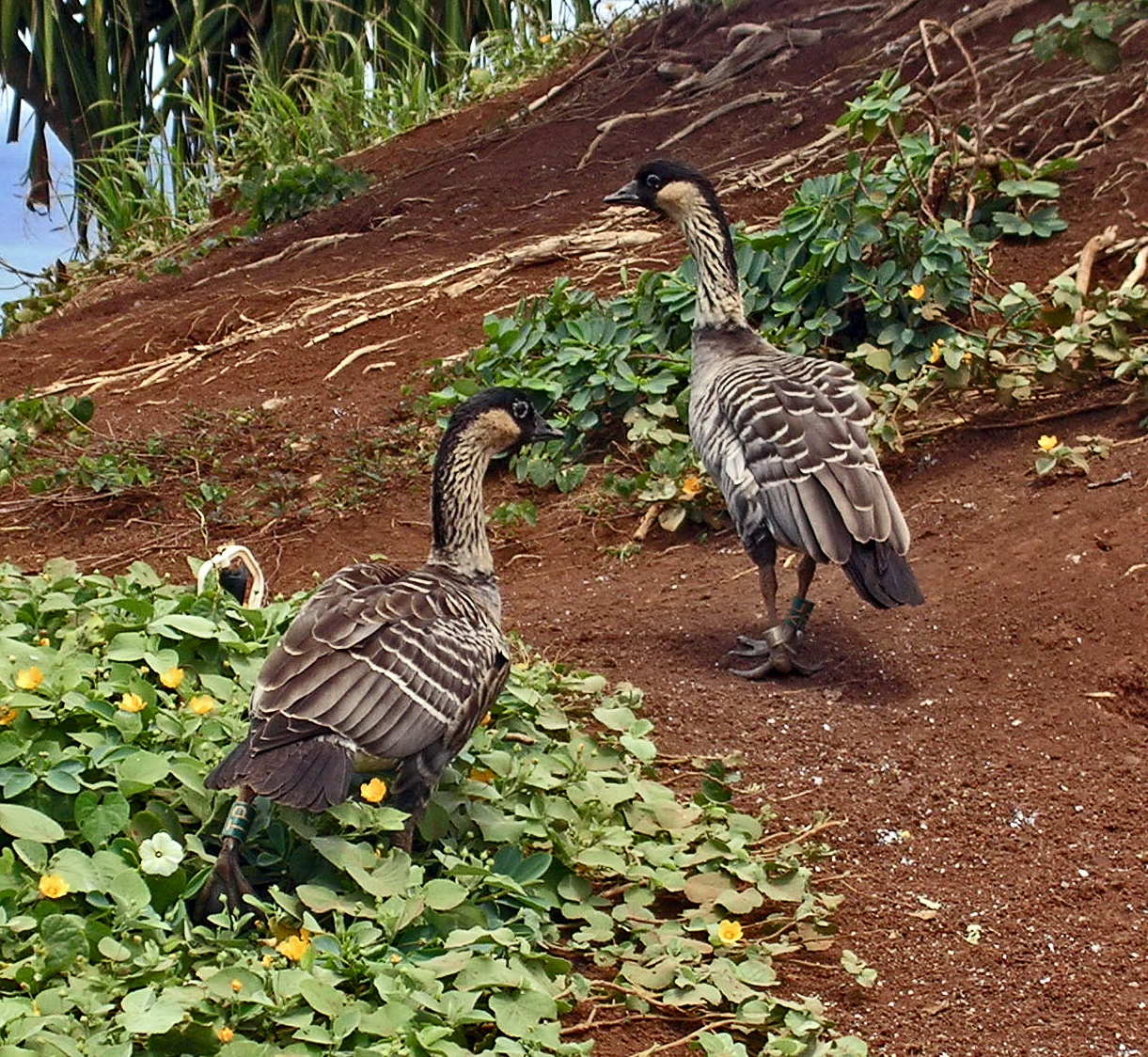
Due nene in una riserva di Kauai.
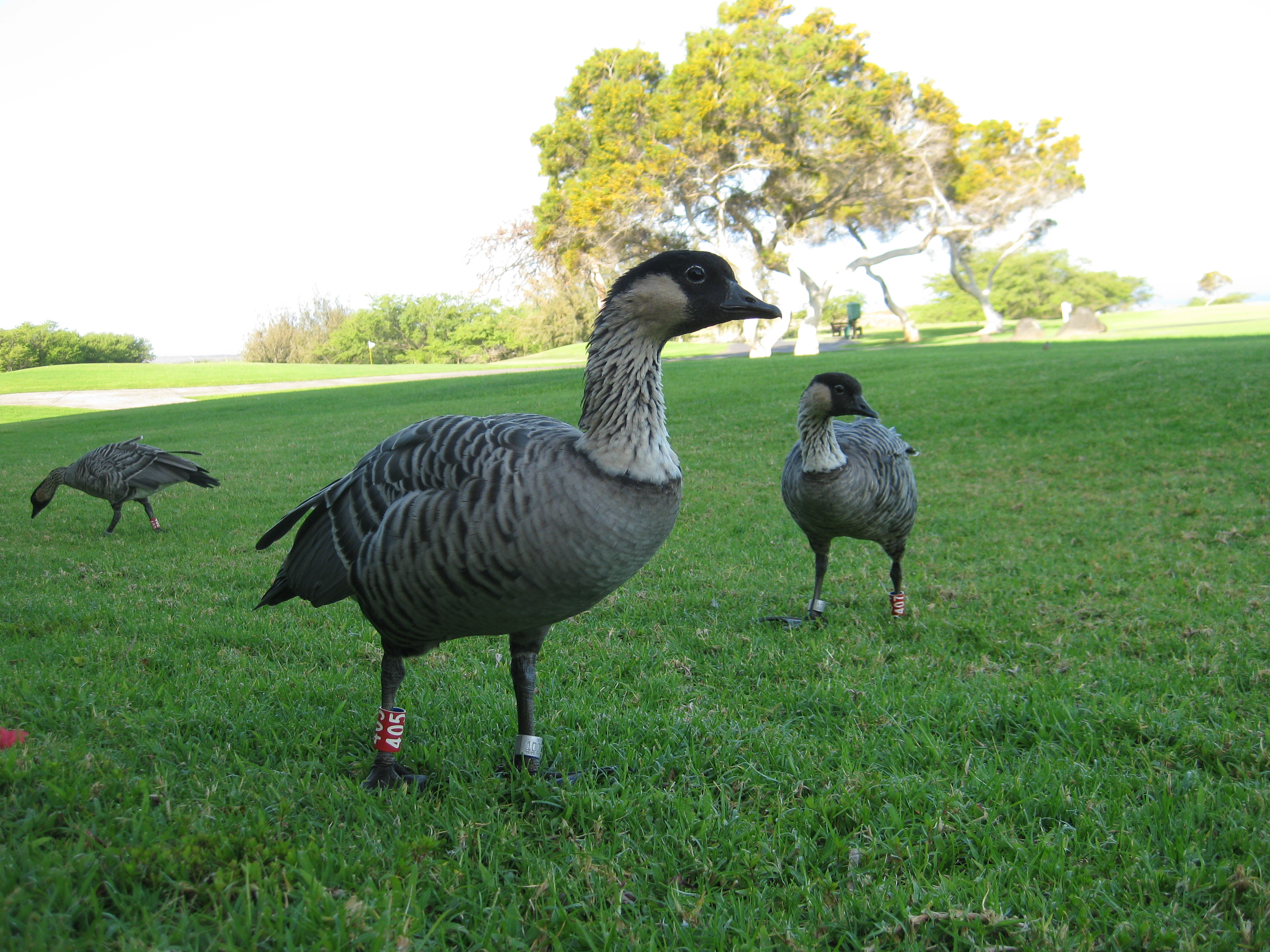
Gruppo di nene sul campo da golf di Waikoloa (aprile 2010).
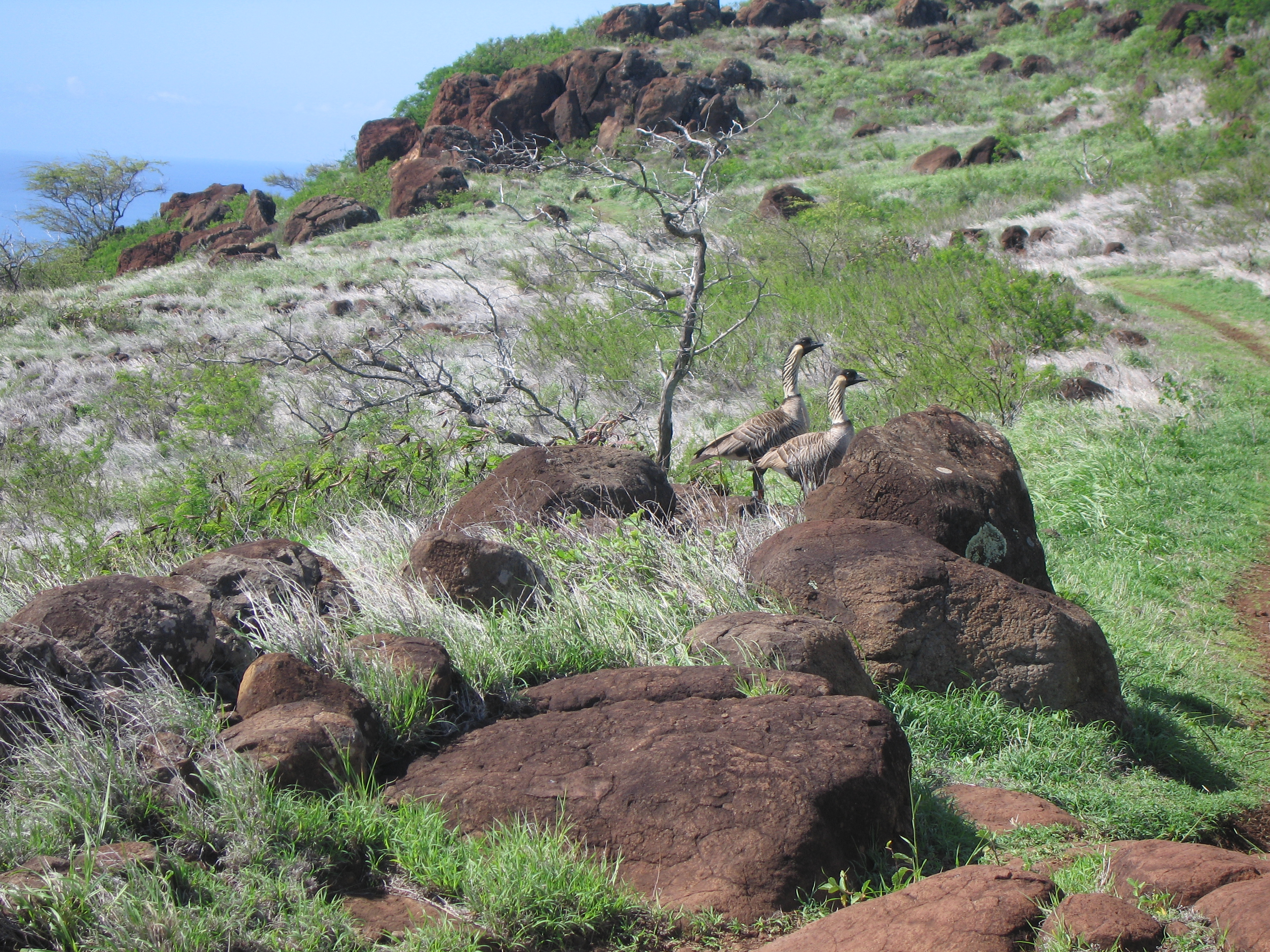
Due nene ad Hawaii.
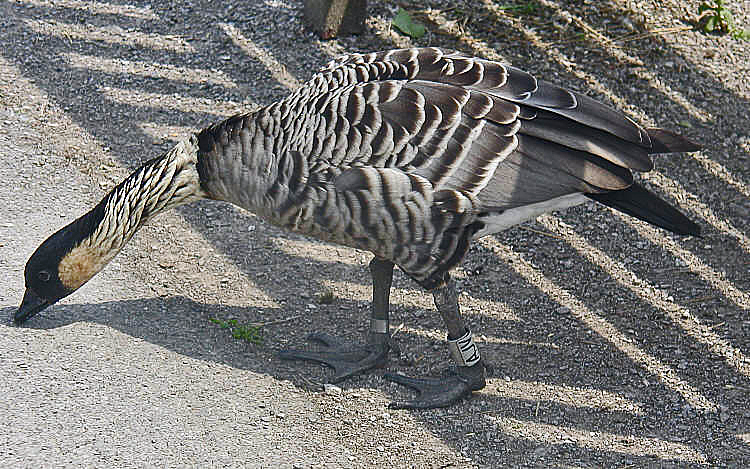
Esemplare al Wildfowl and Wetlands Trust di Slimbridge.